# Cleiton Silva
Cleiton Augusto Oliveira Silva (né le 3 février 1987) est un footballeur brésilien. Il a essentiellement joué en Thaïlande, y remportant tous ses trophées individuels et collectifs.

## Palmarès
- Champion de Thaïlande en 2016
- Vainqueur de la Coupe de la Ligue thaïlandaise en 2016
- Vainqueur de la Supercoupe de Thaïlande en 2018
- Meilleur buteur du championnat de Thaïlande en 2012 et 2016